# Lista gier komputerowych w uniwersum Gwiezdnych wojen
Lista gier komputerowych w uniwersum Gwiezdnych wojen – obejmuje wyłącznie gry stworzone i/lub wydane przez LucasArts, bądź licencjonowane przez wytwórnię Lucasfilm.

## Oparte na filmach pełnometrażowych
Lista posortowana według daty premiery filmów.

### Część IV: Nowa nadzieja(1977)
- Star Wars (1983–88) – automat do gry, Atari 2600, Atari 5200, Commodore 64, 8-bitowe Atari, ColecoVision, BBC Micro, ZX Spectrum, Acorn Electron, Amstrad CPC, Atari ST, Apple II, DOS, Macintosh, Amiga, Nintendo GameCube
- Star Wars (1987) – Nintendo Entertainment System/Famicom
- Star Wars: Attack on the Death Star (1991) – PC-9801, X68000
- Star Wars (1991–93) – NES, Game Boy, Sega Master System, Game Gear
- Super Star Wars (1992) – Super Nintendo Entertainment System
- Star Wars Arcade (1993) – automaty, Sega 32X
- Star Wars: The Battle of Yavin (2004) – Windows[1]
- Star Wars: Trench Run (2009) – iOS
- Star Wars Arcade: Falcon Gunner (2010) – iOS

### Część V: Imperium kontratakuje(1980)
- Star Wars: The Empire Strikes Back (1982) – Atari 2600, Intellivision
- Star Wars: The Empire Strikes Back (1985/88) – automat do gry, BBC Micro, Commodore 64, ZX Spectrum, Amstrad CPC, Amiga, Atari, Nintendo GameCube
- Star Wars: The Empire Strikes Back (1992) – NES, Game Boy
- Super Star Wars: Empire Strikes Back (1993) – SNES
- Star Wars Episode V: The Empire Strikes Back (2013) – pinball – Windows, OS X, PlayStation 3, PS Vita, iOS, Android[2]

### Część VI: Powrót Jedi(1983)
- Star Wars: Return of the Jedi – Death Star Battle (1983/84) – Atari 2600, 8-bitowe Atari, Atari 5200, ZX Spectrum
- Star Wars: Return of the Jedi – Ewok Adventure (niewydana) – Atari 2600
- Star Wars: Return of the Jedi (1984/88) – automat do gry, BBC Micro, DOS, Commodore 64, ZX Spectrum, Amstrad CPC, Amiga, Atari ST, Nintendo GameCube
- Super Star Wars: Return of the Jedi (1994) – SNES, Game Boy, Game Gear
- Star Wars: The Battle of Endor (2004) – Windows[3]
- Star Wars Episode VI: Return of the Jedi (2013) – pinball – Windows, OS X, PlayStation 3, PS Vita, iOS, Android[2]

### Część I: Mroczne widmo(1999)
- Star Wars: Episode I Insider's Guide (1999) – Windows[4]
- Star Wars Episode I: The Phantom Menace (1999) – Windows, PlayStation
- Star Wars Episode I (1999) – pinball
- Star Wars Episode I: Jedi Power Battles (2000/01) – PlayStation, Dreamcast, Game Boy Advance
- Star Wars: Episode I: Battle for Naboo (2000/01) – Nintendo 64, Windows
- Star Wars Episode I: Obi-Wan's Adventures (2000) – Game Boy Color
- Star Wars: Obi-Wan (2001) – Xbox

### Część II: Atak klonów(2002)
- Star Wars: The Clone Wars (2002) (gra akcji) PlayStation 2, Nintendo GameCube, Xbox
- Star Wars: Episode II – Attack of the Clones (2002) – Game Boy Advance
- Star Wars: The New Droid Army (2002) – Game Boy Advance

### Część III: Zemsta Sithów(2005)
- Star Wars: Episode III – Revenge of the Sith (2005) – PlayStation 2, Game Boy Advance, Xbox, Nintendo DS
- Star Wars: Revenge of the Sith (2005) – gra telewizyjna Jakks Pacific
  - Star Wars GameKey (dodatek) (2006)

### Gwiezdne wojny: Wojny klonów(2008)
- Star Wars: The Clone Wars – Lightsaber Duels (2008) – Wii
- Star Wars: The Clone Wars – Jedi Alliance (2008) – Nintendo DS
- Star Wars: The Clone Wars – Path of the Jedi (2008) – via WWW[5]
- Star Wars: The Clone Wars – Republic Heroes (2009) – Windows, PlayStation 2, Nintendo DS, PlayStation Portable/PlayStation Vita, Xbox 360, PlayStation 3, Wii
- Clone Wars Adventures (2010) (MMORPG) – Windows, OS X
- Star Wars: The Clone Wars (2013) – pinball – Windows, OS X, PlayStation 3, PS Vita, iOS, Android[2]

## Serie

### Star Wars: X-Wing
- Star Wars: X-Wing (1993) – DOS, Macintosh
  - Imperial Pursuit (dodatek) (1993)
  - B-Wing (dodatek) (1993)
  - X-Wing (Collector's CD-ROM) (1994)
- Star Wars: TIE Fighter (1994) – DOS, Macintosh
  - Defender of the Empire (dodatek) (1994)
  - TIE Fighter (Collector's CD-ROM) (1995)
- Star Wars: X-Wing vs. TIE Fighter (1997) – Windows
  - Balance of Power Campaigns (dodatek) (1997)
  - Flight School (1998)
- Star Wars: X-Wing Alliance (1999) – Windows

### Rebel Assault
(Rail shooter)
- Star Wars: Rebel Assault (1993)[6] – DOS, Mac, Sega CD, 3DO
- Star Wars: Rebel Assault II: The Hidden Empire (1995)[7] – DOS, PlayStation, Mac

### Jedi Knight
(FPS, gra akcji)
- Star Wars: Dark Forces (1995)[8] – DOS, Mac, PlayStation
- Star Wars Jedi Knight: Dark Forces II (1997)[9]  – Windows
  - Star Wars Jedi Knight: Mysteries of the Sith (dodatek) (1998) – Windows
- Star Wars Jedi Knight II: Jedi Outcast (2002)[10]  – Windows, OS X, Xbox, Nintendo GameCube
- Star Wars Jedi Knight: Jedi Academy (2003)[11]  – Windows, OS X, Xbox
  - Movie Battles II (2010) (nieoficjalna modyfikacja do gry) – Windows, OS X

### Rogue Squadron
(Gry akcji/symulatory kosmiczne)
- Star Wars: Rogue Squadron (1998) – Windows, Nintendo 64
- Star Wars Rogue Squadron II: Rogue Leader (2001) – Nintendo GameCube
- Star Wars Rogue Squadron III: Rebel Strike (2003) – Nintendo GameCube

### Racer
(Wyścigi)
- Star Wars Episode I: Racer (1999) – Windows, Mac, Dreamcast, Nintendo 64, Game Boy Color
- Star Wars: Super Bombad Racing (2001) – PlayStation 2
- Star Wars: Racer Arcade (2000) – automat do gry
- Star Wars Racer Revenge (2002) – PlayStation 2

### Galactic Battlegrounds
(RTS)
- Star Wars: Galactic Battlegrounds (2001) – Windows, OS X
  - Star Wars: Galactic Battlegrounds: Clone Campaigns (2002) – Windows, OS X

### Starfighter
(Gry akcji/symulatory kosmiczne)
- Star Wars: Starfighter (2001) – Windows, PlayStation 2
  - Star Wars: Starfighter Special Edition (2001) – Xbox
  - Star Wars: Starfighter (2003) – automat do gry[12]
- Star Wars: Jedi Starfighter (2002) – Xbox, PlayStation 2

### Galaxies
(MMORPG)
- Star Wars Galaxies: An Empire Divided (2003) – Windows
  - Star Wars Galaxies: Jump to Lightspeed (2004) – Windows
  - Star Wars Galaxies: Episode III Rage of the Wookiees (2005) – Windows
  - Star Wars Galaxies: The Total Experience (2005) – Windows
  - Star Wars Galaxies: Trials of Obi-Wan (2005) – Windows
  - Star Wars Galaxies: Starter Kit (2005) – Windows
  - Star Wars Galaxies: The Complete Online Adventures (2006) – Windows
  - Star Wars Galaxies Trading Card Game (2008)[13]

### Knights of the Old Republic
(RPG)
- Star Wars: Knights of the Old Republic (2003) – Windows, Xbox, OS X, iOS, Android
- Star Wars: Knights of the Old Republic II: The Sith Lords (2005) – Windows, Xbox
- Star Wars: Knights of the Old Republic III – Windows, Xbox (prace wstrzymane)[14]
- Star Wars: The Old Republic (2011) (MMORPG) – Windows
- Star Wars: Knights of the Old Republic Remake (w produkcji) – PlayStation 5[15]

### Battlefront
(FPS/TPS)
- Star Wars: Battlefront (2004) – PlayStation 2, Windows, Xbox, OS X
- Star Wars: Battlefront II (2005) – PlayStation 2, Windows, Xbox, PlayStation Portable
- Star Wars Battlefront: Renegade Squadron (2007) – PlayStation Portable
- Star Wars Battlefront: Elite Squadron (2009) – PlayStation Portable, Nintendo DS
- Star Wars: Battlefront (2015)[16]  – Windows, PlayStation 4, Xbox One
- Star Wars: Battlefront II (2017) – Windows, PlayStation 4, Xbox One

### Lego Star Wars
(Przygodowe gry akcji)
- Lego Star Wars: The Video Game (2005) – Windows, PlayStation 2, Xbox, Nintendo GameCube, Game Boy Advance, OS X
- Lego Star Wars II: The Original Trilogy (2006) – Windows, PlayStation 2, PlayStation Portable, Xbox, Xbox 360, Nintendo GameCube, Nintendo DS, Game Boy Advance, OS X
- Lego Star Wars: The Complete Saga (2007) – Windows, PlayStation 3, Xbox 360, Nintendo DS, Wii, OS X, iOS
- Lego Star Wars: The Quest for R2-D2 (2009) – Unity[17]
- Lego Star Wars III: The Clone Wars (2011) – PlayStation 3, Xbox 360, Nintendo DS, Nintendo 3DS, Wii, PlayStation Portable, Windows, OS X
- Lego Star Wars: The Yoda Chronicles (2013) – Android, iOS
- Lego Gwiezdne wojny: Przebudzenie Mocy (2016) – PlayStation 4, Xbox One, PlayStation 3, Xbox 360, Windows, Wii U, PlayStation Vita, IOS, Mac
- Lego Gwiezdne wojny: Saga Skywalkerów (2022) – PlayStation 4, Xbox One, Windows, PlayStation 5, Xbox Series X/S, Switch[18][19]

### Empire at War
(RTS)
- Star Wars: Empire at War (2006) – Windows, OS X
  - Star Wars: Empire at War: Forces of Corruption (dodatek) (2006) – Windows

### The Force Unleashed
(Przygodowe gry akcji)
- Star Wars: The Force Unleashed (2008) – Windows, OS X, Xbox 360, PlayStation 3, PlayStation 2, PlayStation Portable, Wii, Nintendo DS, iOS
  - Star Wars: The Force Unleashed – Ultimate Sith Edition (2009)
- Star Wars: The Force Unleashed II (2010) – Windows, Wii, Nintendo DS, Xbox 360, PlayStation 3, iOS

### Star Wars Pinball
(Gry typu pinball sprzedawane jako samodzielne zestawy lub jako dodatki do pobrania do gry Zen Pinball)
Star Wars Pinball (2013) – Windows, OS X, Wii U, Xbox 360, 3DS, PSVita, PlayStation 3, PlayStation 4, Kindle Fire, Android, iOS
- Star Wars Pinball: The Empire Strikes Back
- Star Wars Pinball: The Clone Wars
- Star Wars Pinball: Boba Fett

Star Wars Pinball: Balance of the Force (2013) – Xbox 360, PSVita, PlayStation 3, PlayStation 4, Android, iOS
- Star Wars Pinball: Return of the Jedi
- Star Wars Pinball: Darth Vader
- Star Wars Pinball: Starfighter Assault

Star Wars Pinball: Heroes of the Force (2014) – Xbox 360, PSVita, PS3, PS4, Android, iOS
- Star Wars Pinball: Masters of the Force
- Star Wars Pinball: A New Hope
- Star Wars Pinball: Droids
- Star Wars Pinball: Han Solo

### Jedi
(przygodowe gry akcji)
- Star Wars Jedi: Upadły zakon (2019)  – Windows, PlayStation 4, Xbox One[20]
- Star Wars Jedi: Ocalały (2023) – Windows, PlayStation 4, PlayStation 5, Xbox One, Xbox Series X/S[21][22]

## Inne gry

### 1980–1989
- Star Wars: Jedi Arena (1983) – Atari 2600 – osadzona w czasie od części IV do VI
- Star Wars: The Arcade Game (1984) – Atari 2600 – osadzona w czasie od części IV do VI
- Star Wars: Droids (1988) – Amstrad CPC, ZX Spectrum – oparta na serialu Gwiezdne wojny: Droidy

### 1990–1999
- Star Wars Chess (1994) (szachy) – DOS, Sega CD, Windows – osadzona w czasie od części IV do VI
- Star Wars Screen Entertainment (1994) (Wygaszacz ekranu) – Windows, Mac
- Star Wars: Shadows of the Empire (1996) (TPS) – Nintendo 64
- Star Wars: Masters of Teräs Käsi (1997) (bijatyka) – PlayStation – osadzona w czasie od części IV do VI
- Star Wars: Monopoly Edition (1997) (rodzinna) – Windows[23]
- Star Wars: Yoda Stories (1997) (przygodowa) – Windows, Game Boy – osadzona w czasie pomiędzy częścią V i VI
- Star Wars: Behind the Magic (1998) (przygodowa) – Windows[24]
- Star Wars: Rebellion (Star Wars: Supremacy – UK) (1998) (RTS) – Windows – osadzona w czasie od części IV do VI
- Star Wars Trilogy Arcade (1998) (Rail shooter) – automat do gry – osadzona w czasie od części IV do VI
- Star Wars Millennium Falcon CD-Rom Playset (1998) (Rail shooter/przygodowa) – Windows – osadzona w czasie od części IV do VI
- Star Wars Combine (1998) (MMORPG) – via WWW

### 2000-2009
- Star Wars: Force Commander (2000) (RTS) – Windows – osadzona w czasie od części IV do VI
- Star Wars: Demolition (2000) (walka pojazdami) – PlayStation, Dreamcast – osadzona w czasie od części IV do VI
- Star Wars: Bounty Hunter (2002) (trzecioosobowa gra akcji) – GameCube, PlayStation 2
- Star Wars: Flight of the Falcon (2003) (gra akcji/symulator kosmiczny) – Game Boy Advance – osadzona w czasie od części IV do VI
- Star Wars Trilogy: Apprentice of the Force (2004) – Game Boy Advance – osadzona w czasie od części IV do VI
- Star Wars: Republic Commando (2005) (FPS) – Windows, Xbox
- Star Wars: Lightsaber Battle Game (2005) – gra telewizyjna – osadzona w świecie całej sagi
- Star Wars: The Best of PC (2006) (kompilacja) – Windows
- Star Wars: Lethal Alliance (2006) (przygodowa gra akcji) – PlayStation Portable, Nintendo DS – osadzona w czasie pomiędzy częścią III i IV
- Star Wars: Original Trilogy (2007) – gra telewizyjna Jakks Pacific
- Star Wars: Jedi Math (2008) (edukacyjna) – Leapster
- Star Wars: Jedi Reading (2008) (edukacyjna) – Leapster
- Star Wars: The Clone Wars (2008) (platformowa/edukacyjna) – Didj
- Star Wars: Jedi Trials (2009) – Didj
- Star Wars: Republic Squadron (2009) – gra telewizyjna Jakks Pacific

### 2010–2019
- Kinect Star Wars (2012) (Kinect) – Xbox 360
- Star Wars 1313 (2013) (przygodowa gra akcji) (prace wstrzymane)
- Star Wars: First Assault (2013) (FPS) (prace wstrzymane)
- Star Wars: Attack Squadrons (2014) (prace wstrzymane)

### 2020–2029
- Star Wars: Squadrons (2020) (strzelanka) – Windows, PlayStation 4, Xbox One[25]
- Star Wars Outlaws (2024) (przygodowa gra akcji) – Windows, PlayStation 5, Xbox Series X/S[26]
- Star Wars: Eclipse (w produkcji) (przygodowa gra akcji) – Windows[27]

## Gry mobilne
- Star Wars: Battlefront Mobile (2005)
- Star Wars: Battle For The Republic (2005)
- Star Wars: Grievous Getaway (2005)
- Star Wars Imperial Ace 3D
- Star Wars: The Battle Above Coruscant (2005)
- Star Wars Episode III: Revenge of the Sith (2005)
- Star Wars: Republic Commando: Order 66 (2005)
- Star Wars: Lightsaber Combat (2005)
- Star Wars Trivia (2005)
- Star Wars: Ask Yoda (2005)
- Star Wars: Jedi Arena (2005)
- Star Wars: Puzzle Blaster (2005)
- Star Wars: Jedi Assassin (2005)
- Star Wars: Imperial Ace (2006)[28]
- Star Wars: The Force Unleashed Mobile (2008)
- Star Wars Battlefront: Mobile Squadrons (2009)[29]
- Star Wars Cantina (2010)[30]
- Star Wars Battle of Hoth (2010)[31]
- Star Wars Arcade: Falcon Gunner (2010)[32]
- Star Wars: Imperial Academy (2011)
- Angry Birds Star Wars (2012)
- Angry Birds Star Wars II (2013)
- Star Wars Knights Of The Old Republic (2013)
- Lego Star Wars: The Complete Saga (2013)
- Lego Star Wars: The Yoda Chronicles (2013)
- Star Wars: Force Collection (2013)[33]
- Star Wars: Tiny Death Star (2013)
- Star Wars: Assault Team (2014)[34]
- Star Wars: Commander (2014)[35]
- Star Wars: Galactic Defense (2014)[36]
- Star Wars Journeys: The Phantom Menace (2014)[37]
- Star Wars: Card Trader (2015)[38]
- Star Wars: Galaxy of Heroes (2015)[39]
- Star Wars: Heroes Path (2015)[40]
- Star Wars: Uprising (2015)[41]
- Star Wars Journeys: Beginnings (2015)[42]
- Star Wars Rebels: Recon Missions (2015)[43]
- Star Wars: Force Arena (2017)[44]
- Star Wars: Puzzle Droids (2017)[45]
- Star Wars: Rise to Power (zapowiedziana)[46]
- Star Wars: Rivals (anulowana)[47][48]

## Gry przez przeglądarkę

### StarWars.com (do 2012)
- Carbon Connection
- Force Flight
- Garbage Masher
- Sharpshooter Clone Training (2008)
- Live Fire (2008)
- Clones vs. Droids[49]

### Disney/StarWars.com (od 2012)
- Rebels: Ghost Raid[50]
- Rebels: Rebel Strike[51]
- Star Wars Rebels: Strike Missions[52]
- Star Wars: Boots on the Ground[53]
- Ewok Village[54]
- Jawa Junkyard[55][56]

### Inne
- Star Wars Top Trumps Live[57]

## Gry Lucas Learning
- Star Wars: Yoda's Challenge Activity Center – Windows[58]
- Star Wars: The Gungan Frontier
- Star Wars: DroidWorks (1999) – Windows, Mac
- Star Wars: Pit Droids – Windows, iOS
- Star Wars Math: Jabba's Game Galaxy
- Star Wars: Jar Jar's Journey Adventure Book – Windows[59]
- Star Wars: Anakin's Speedway
- Star Wars: Early Learning Activity Center

## Nawiązania w innych grach
Gry niezwiązane z Gwiezdnymi wojnami, w których można odnaleźć nawiązania do serii, dodane lub zatwierdzone przez Lucasfilm.
- Night Shift (1990), Lucasfilm Games – gra platformowa, w której pojawiają się postacie z Gwiezdnych wojen – Amiga, Atari ST, Commodore 64, Mac, PC, Amstrad CPC, ZX Spectrum
- Tony Hawk’s Pro Skater 3 (2001), Activision – gra skateboardingowa z możliwą do odblokowania postacią Dartha Maula – Nintendo GameCube, Xbox, PlayStation 2, PC
- Tony Hawk’s Pro Skater 4 (2002), Activision – gra skateboardingowa z możliwą do odblokowania postacią Jango Fett – Nintendo GameCube, Xbox, PlayStation 2, PC
- Secret Weapons Over Normandy (2003), LucasArts – symulator lotu z możliwymi do odblokowania myśliwcami X-wing i TIE Fighter – Xbox, PlayStation 2, PC
- Mercenaries: Playground of Destruction (2005), LucasArts – postać Han Solo do odblokowania – Xbox, PlayStation 2
- Lego Indiana Jones: The Original Adventures (2008), LucasArts – przygodowa gra akcji z możliwą do odblokowania postacią Han Solo, w której pojawiają się także inne postacie z Gwiezdnych wojen – Wii, Nintendo DS, Xbox 360, PlayStation 3, PlayStation 2, PlayStation Portable, Windows
- Soulcalibur IV (2008), Bandai Namco Games – bijatyka z Darthem Vaderem w wersji na PlayStation 3, Yodą w wersji na Xbox 360 oraz Starkillerem w obu wersjach
- Indiana Jones and the Staff of Kings (2009), LucasArts – przygodowa gra akcji z możliwą do odblokowania postać Han Solo – Wii, PlayStation 2, Nintendo DS, PlayStation Portable
- Lego Indiana Jones 2: The Adventure Continues (2009), LucasArts – przygodowa gra akcji, w której pojawiają się postacie z Gwiezdnych wojen. Wii, Nintendo DS, Xbox 360, PlayStation 3, PlayStation Portable, Windows
- Disney Infinity 3.0 (2015), Disney Interactive Studios – zręcznościowa gra dla dzieci, w której można zagrać bohaterami ze świata Gwiezdnych wojen (m.in. Ahsoką Tano, Anakinem Skywalkerem) oraz odwiedzić lokacje znane z filmów. Windows, PlayStation 4, PlayStation 3, Xbox One, Xbox 360, Android, iOS, PS3, WiiU[60]